# Belfield (Dakota Północna)
Belfield – miasto w Stanach Zjednoczonych, w stanie Dakota Północna, w hrabstwie Stark.